# Purav Raja
Purav Raja (* 7. Dezember 1985 in Bombay) ist ein indischer Tennisspieler.

## Karriere
Purav Raja feierte als Doppelspezialist zunächst auf der zweitklassigen Challenger Tour Erfolge. So gewann er im Doppel bislang vier Titel. Bei Grand-Slam-Turnieren erreichte er über die Qualifikation das Hauptfeld von Wimbledon 2013. Auf der ATP World Tour zog er gemeinsam mit Divij Sharan schon nach wenigen Turnierteilnahmen ins Finale von Bogotá ein, wo sie Édouard Roger-Vasselin und Igor Sijsling mit 7:64 und 7:62 besiegten. Seine höchste Einzelplatzierung in der Weltrangliste erreichte er am 30. Juli 2007 mit Position 813. Im Doppel erreichte er Rang 71 im März 2014.
Purav Raja debütierte 2013 für die indische Davis-Cup-Mannschaft. An der Seite von Leander Paes gewann er gegen Südkorea zugleich seine erste Partie für Indien.

## Erfolge
| Legende (Anzahl der Siege)  |
| Grand Slam                  |
| ATP World Tour Finals       |
| ATP World Tour Masters 1000 |
| ATP World Tour 500          |
| ATP World Tour 250 (2)      |
| ATP Challenger Tour (21)    |

| ATP-Titel nach Belag |
| Hartplatz (2)        |
| Sand (0)             |
| Rasen (0)            |

### Doppel

#### Turniersiege

##### ATP World Tour
| Nr. | Datum           | Turnier   | Belag     | Partner      | Finalgegner                          | Ergebnis   |
| --- | --------------- | --------- | --------- | ------------ | ------------------------------------ | ---------- |
| 1.  | 21. Juli 2013   | Bogotá    | Hartplatz | Divij Sharan | Édouard Roger-Vasselin Igor Sijsling | 7:64, 7:63 |
| 2.  | 13. August 2016 | Los Cabos | Hartplatz | Divij Sharan | Jonathan Erlich Ken Skupski          | 7:64, 7:63 |

##### ATP Challenger Tour
| Nr. | Datum              | Turnier      | Belag         | Partner               | Finalgegner                             | Ergebnis           |
| --- | ------------------ | ------------ | ------------- | --------------------- | --------------------------------------- | ------------------ |
| 1.  | 22. August 2009    | Qarshi       | Hartplatz     | Sadik Kadir           | Andis Juška Deniss Pavlovs              | 6:3, 7:64          |
| 2.  | 28. November 2010  | Toyota       | Teppich       | Treat Conrad Huey     | Tasuku Iwami Hiroki Kondō               | 6:1, 6:2           |
| 3.  | 22. Mai 2011       | Cremona      | Hartplatz     | Treat Conrad Huey     | Tomasz Bednarek Mateusz Kowalczyk       | 6:1, 6:2           |
| 4.  | 10. März 2013      | Kyōto (1)    | Teppich (i)   | Divij Sharan          | Chris Guccione Matt Reid                | 6:4, 7:5           |
| 5.  | 8. März 2014       | Kyōto (2)    | Teppich (i)   | Divij Sharan          | Sanchai Ratiwatana Michael Venus        | 5:7, 7:63, [10:4]  |
| 6.  | 14. August 2015    | Portorož     | Hartplatz     | Fabrice Martin        | Aljaksandr Bury Andreas Siljeström      | 7:65, 4:6, [18:16] |
| 7.  | 5. Juni 2016       | Manchester   | Rasen         | Divij Sharan          | Ken Skupski Neal Skupski                | 6:3, 3:6, [11:9]   |
| 8.  | 10. Juni 2016      | Surbiton     | Rasen         | Divij Sharan          | Ken Skupski Neal Skupski                | 6:4, 7:63          |
| 9.  | 30. Juli 2016      | Segovia      | Hartplatz     | Divij Sharan          | Joaquín Muñoz Hernández Akira Santillan | 6:3, 4:6, [10:8]   |
| 10. | 29. Oktober 2016   | Pune (1)     | Hartplatz     | Divij Sharan          | Luca Margaroli Hugo Nys                 | 3:6, 6:3, [11:9]   |
| 11. | 21. Mai 2017       | Bordeaux     | Sand          | Divij Sharan          | Santiago González Artem Sitak           | 6:4, 6:4           |
| 12. | 11. November 2017  | Knoxville    | Hartplatz (i) | Leander Paes          | Jamie Cerretani John-Patrick Smith      | 7:64, 7:64         |
| 13. | 18. November 2017  | Champaign    | Hartplatz (i) | Leander Paes          | Ruan Roelofse Joe Salisbury             | 6:3, 6:75, [10:5]  |
| 14. | 15. September 2018 | Istanbul (1) | Hartplatz     | Rameez Junaid         | Timur Chabibulin Wladyslaw Manafow      | 7:64, 4:6, [10:7]  |
| 15. | 21. Oktober 2018   | Ismaning     | Teppich (i)   | Antonio Šančić        | Rameez Junaid David Pel                 | 5:7, 6:4, [10:5]   |
| 16. | 10. November 2019  | Kōbe         | Hartplatz (i) | Ramkumar Ramanathan   | André Göransson Christopher Rungkat     | 7:66, 6:4          |
| 17. | 17. November 2019  | Pune (2)     | Hartplatz     | Ramkumar Ramanathan   | Arjun Kadhe Saketh Myneni               | 7:63, 6:3          |
| 18. | 15. Februar 2020   | Bangalore    | Hartplatz     | Ramkumar Ramanathan   | Matthew Ebden Leander Paes              | 6:0, 6:3           |
| 19. | 2. Oktober 2021    | Lissabon     | Sand          | Jeevan Nedunchezhiyan | Nuno Borges Francisco Cabral            | 7:65, 6:3          |
| 20. | 17. September 2022 | Istanbul (2) | Hartplatz     | Divij Sharan          | Arjun Kadhe Fernando Romboli            | 6:4, 3:6, [10:8]   |
| 21. | 19. November 2022  | Helsinki     | Hartplatz (i) | Divij Sharan          | Reese Stalder Petros Tsitsipas          | 6:75, 6:3, [10:8]  |

#### Finalteilnahmen
| Nr. | Datum           | Turnier | Belag         | Partner        | Finalgegner                         | Ergebnis |
| --- | --------------- | ------- | ------------- | -------------- | ----------------------------------- | -------- |
| 1.  | 8. Februar 2015 | Zagreb  | Hartplatz (i) | Fabrice Martin | Marin Draganja Henri Kontinen       | 4:6, 4:6 |
| 2.  | 8. Januar 2017  | Chennai | Hartplatz     | Divij Sharan   | Rohan Bopanna Jeevan Nedunchezhiyan | 3:6, 4:6 |